# Pidonia foveolata
Pidonia foveolata là một loài bọ cánh cứng trong họ Cerambycidae.